# The Last Shaman
The Last Shaman es una película documental británica dirigida por Raz Degan de 2017.

## Sinopsis
James es un chico estadounidense cuya prometedora vida se detiene por una depresión aguda. Dando la espalda a los tratamientos y medicamentos occidentales más modernos, James descubre la ayahuasca en busca de curación en la selva peruana. En el transcurso de 10 meses aventurándose de chamán a chamán, James encuentra amistades, respuestas y una especie de redención escondida en las profundidades de la amazonía peruana.

## Elenco
- James Freeman (como él mismo)

## Recepción
The Last Shaman recibió reseñas generalmente mixtas de parte de la crítica y de la audiencia. En el sitio web especializado Rotten Tomatoes, la película posee una aprobación de 40%, basada en 10 reseñas, con una calificación de 4.4/10, mientras que de parte de la audiencia tiene una aprobación de 72%, basada en más de 100 votos, con una calificación de 3.8/5.
El sitio web Metacritic le dio a la película una puntuación de 49 de 100, basada en 7 reseñas, indicando "reseñas mixtas". En el sitio IMDb los usuarios le asignaron una calificación de 6.6/10, sobre la base de 1970 votos, mientras que en la página web FilmAffinity la cinta tiene una calificación de 6.0/10, basada en 240 votos.